# Hydaticus peregrinus
Hydaticus peregrinus är en skalbaggsart som beskrevs av Guignot 1948. Hydaticus peregrinus ingår i släktet Hydaticus och familjen dykare. Inga underarter finns listade i Catalogue of Life.